# Australian Open 2015 – dvouhra kvadruplegiků
Do soutěže dvouhry kvadruplegiků na Australian Open 2015 nastoupili čtyři tenisté, z nichž každý odehrál tři vzájemná utkání v základní skupině. První dva v pořadí postoupili do finále.
Obhájcem titulu byl nejvýše nasazený a trojnásobný vítěz David Wagner ze Spojených států, který ve finále nestačil na australskou turnajovou dvojku Dylana Alcotta po dvousetovém průběhu 2–6 a 3–6. 24letý australský šampion, a také basketbalový paralympijský vítěz, vybojoval první grandslamovou trofej.

## Nasazení hráčů
1. David Wagner (finále)
2. Dylan Alcott (vítěz)

## Pavouk
| Legenda                                                       |                                                                        |                                                   |
| - Q – kvalifikant - WC – divoká karta - LL – šťastný poražený | - Alt – náhradník - SE – zvláštní výjimka - PR/SR – žebříčková ochrana | - w/o – bez boje - r – skreč - d – diskvalifikace |

### Finále
| Finále |              |   |   |  |
|        |              |   |   |  |
|        |              |   |   |  |
| 2      | Dylan Alcott | 6 | 6 |  |
| 1      | David Wagner | 2 | 3 |  |

### Základní skupina
|    |                  | Wagner   | Alcott   | Lapthorne     | Sithole       | Zápasy | Sety | Hry   | Pořadí |
| 1. | David Wagner     |          | 4–6, 4–6 | 3–6, 5-7      | 6–3, 6–1      | 1–2    | 2–4  | 28–29 | 2.     |
| 2. | Dylan Alcott     | 6–4, 6–4 |          | 6–4, 6–4      | 6–1, 6–1      | 3–0    | 6–0  | 36–18 | 1.     |
|    | Andrew Lapthorne | 6–3, 7–5 | 4–6, 4–6 |               | 3–6, 6–7(4–7) | 1–2    | 2–4  | 30–33 | 3.     |
| WC | Lucas Sithole    | 3–6, 1–6 | 1–6, 1–6 | 6–3, 7–6(7–4) |               | 1–2    | 2–4  | 19–33 | 4.     |